# Central Hockey League 1972-1973
La stagione 1972-1973 è stata la 10ª edizione della Central Hockey League, lega di sviluppo creata dalla National Hockey League per far crescere i giocatori delle proprie franchigie. La stagione vide al via quattro formazioni e al termine dei playoff gli Omaha Knights conquistarono la loro quarta Adams Cup.

## Squadre partecipanti
Rispetto alla stagione precedente si sciolsero i Kansas City Blues, mentre gli Oklahoma City Blazers sospesero le attività.
- Dallas Black Hawks
- Fort Worth Wings
- Omaha Knights
- Tulsa Oilers

## Stagione regolare
|  | Pos. | Squadra            | Pt | G  | V  | S  | N  | GF  | GS  | DR  |
|  | ---- | ------------------ | -- | -- | -- | -- | -- | --- | --- | --- |
|  | 1.   | Dallas Black Hawks | 87 | 72 | 43 | 22 | 7  | 317 | 232 | +85 |
|  | 2.   | Omaha Knights      | 80 | 72 | 34 | 30 | 8  | 256 | 243 | +13 |
|  | 3.   | Fort Worth Wings   | 68 | 72 | 30 | 30 | 12 | 238 | 246 | -8  |
|  | 4.   | Tulsa Oilers       | 61 | 72 | 29 | 34 | 9  | 235 | 273 | -38 |

Legenda:

      Ammesse ai Playoff
Note:

Due punti a vittoria, un punto a pareggio, zero a sconfitta.

## Playoff
|  | Semifinali | Semifinali         | Semifinali |               |                    | Finale | Finale | Finale |  |
|  |            |                    |            |               |                    |        |        |        |  |
|  | 1          | Dallas Black Hawks |            |               |                    |        |        |        |  |
|  | 1          | Dallas Black Hawks |            |               |                    |        |        |        |  |
|  | -          | Bye                |            |               |                    |        |        |        |  |
|  | -          | Bye                |            | 1             | Dallas Black Hawks | 3      |        |        |  |
|  |            |                    |            | 1             | Dallas Black Hawks | 3      |        |        |  |
|  |            |                    | 2          | Omaha Knights | 4                  |        |        |        |  |
|  | 2          | Omaha Knights      | 2          | Omaha Knights | 4                  | 3      |        |        |  |
|  | 2          | Omaha Knights      |            |               |                    |        |        |        |  |
|  | 3          | Fort Worth Wings   | 1          |               |                    |        |        |        |  |

## Premi CHL
- Adams Cup: Omaha Knights
- Jake Milford Trophy: Fred Creighton (Omaha Knights)
- Most Valuable Defenseman Award: Len Frig (Dallas Black Hawks)
- Most Valuable Player Award: Michel Cormier (Fort Worth Wings)
- Rookie of the Year: Mike Veisor (Dallas Black Hawks)